# Калајно купатило
Калајно купатило је део сваке производне (фабричке траке) где се машински леме штампане плочице са елементима.
Калајно купатило се састоји од контејнера који прима око 50 кг калаја који се уз помоћ електричних грејача држи у растопљеном стању. Унутар самог купатила се налази мотор-пумпа који прави млаз висине пар сантиметара преко кога прелазе штампане плоче. Температура калајног купатила је на врху млаза око 270 °C. Калај у купатилу, да не би оксидисао, је преливен палминим уљем које, издржава ову температуру а да се не запали.
Штампане плоче, на које су монтирани елементи, у посебним држачима, бесконачном траком се довозе доп калајног купатила где се прво, различитим размашћивачима оперу од вишка масноћа, прљавштине и сл, потом штампана плочица прелази преко грејача који је предгревају да не би приликом преласка преко калајног купатила доживела температурни шок. Потом плочица прелази преко млаза течног калаја и на крају силази са траке да би се постепено охладила.
Калајно купатило значајно повећава продуктивност а квалитет лема је далеко бољи.